# 定期運送用操縦士
定期運送用操縦士（ていきうんそうようそうじゅうし、 英: Airline Transport Pilot Licence、略称：ATPL）は、航空従事者国家資格のうちの1つ。国土交通省管轄。国内線や国際線の定期航路の航空機を機長として操縦する場合等に必要な免許である。操縦士の最上位。

## 概要
航空法上の業務範囲は、
とされている（ただし、軽量機を除く航空運送事業の機長には定期運送用操縦士免許だけでなく、さらに機長認定も必要である。）。
航空機は、飛行機と回転翼航空機と飛行船の3つの種類に分かれ、エンジンの形式や数などの等級、型式についての限定は自家用操縦士・事業用操縦士と同じである。
自家用・事業用とは違い、定期運送用操縦士免許には計器飛行や計器飛行方式飛行を行う場合に必要な「計器飛行証明」の内容が含まれている。
また、無線の免許は航空無線通信士が必須となる。
国家試験は年3回実施される（実施は国土交通省）。試験には21歳以上の年齢制限のほか、一定の飛行経歴が必要になる。
身体的条件（健康状態）は事業用操縦士と同じ「第一種航空身体検査証明」が必要である。また有効期間は6ヶ月または1年となっており、現役のパイロットであっても身体検査をクリアし、継続して航空身体検査証明を取得出来なければ定期運送用操縦士の免許が停止され、「自家用操縦士」に降格される（職務につけない）。

## 試験科目
- 学科

1. 航空工学
2. 航空気象
3. 空中航法
4. 航空通信
5. 航空法規（国内・国際）

- 実技

1. 運航知識
2. 飛行前作業
3. 飛行場等の運航
4. 離陸・着陸、緊急時操作・連携、連絡
5. 総合能力等

## リンク
- パイロットになるには - 国土交通省